# Laranja da Terra
Laranja da Terra là một đô thị thuộc bang Espírito Santo, Brasil. Đô thị này có diện tích 456,985 km², dân số năm 2007 là 10724 người, mật độ 23,47 người/km².